# Funadhoo (Kaafu)
Pour les articles homonymes, voir Funadhoo.
Funadhoo (Divehi : ފުނަދޫ) est une petite île inhabitée des Maldives, la plus proche de la capitale Malé.

## Caractéristiques
Funadhoo signifie « île du Funa » (Funa est un bois dur à fleurs blanches). Étant donné sa proximité avec Malé, elle y est historiquement étroitement associée. J.C. Overend, commandant du Traquenbar qui s'échoua en 1797, y est enterré. Anciennement raffinerie d'huile de requin, moulin de cordes à coco, et ferme de volaille, elle est désormais dédiée au raffinage du pétrole, qui y est centralisé. Les navires de gros tonnage y mouillent au large.

## Géographie
Funadhoo est située dans le centre des Maldives, dans le Sud-Est de l'atoll Malé Nord, dans la subdivision de Kaafu. Elle se situe en face à environ 500 mètres du port de Malé.

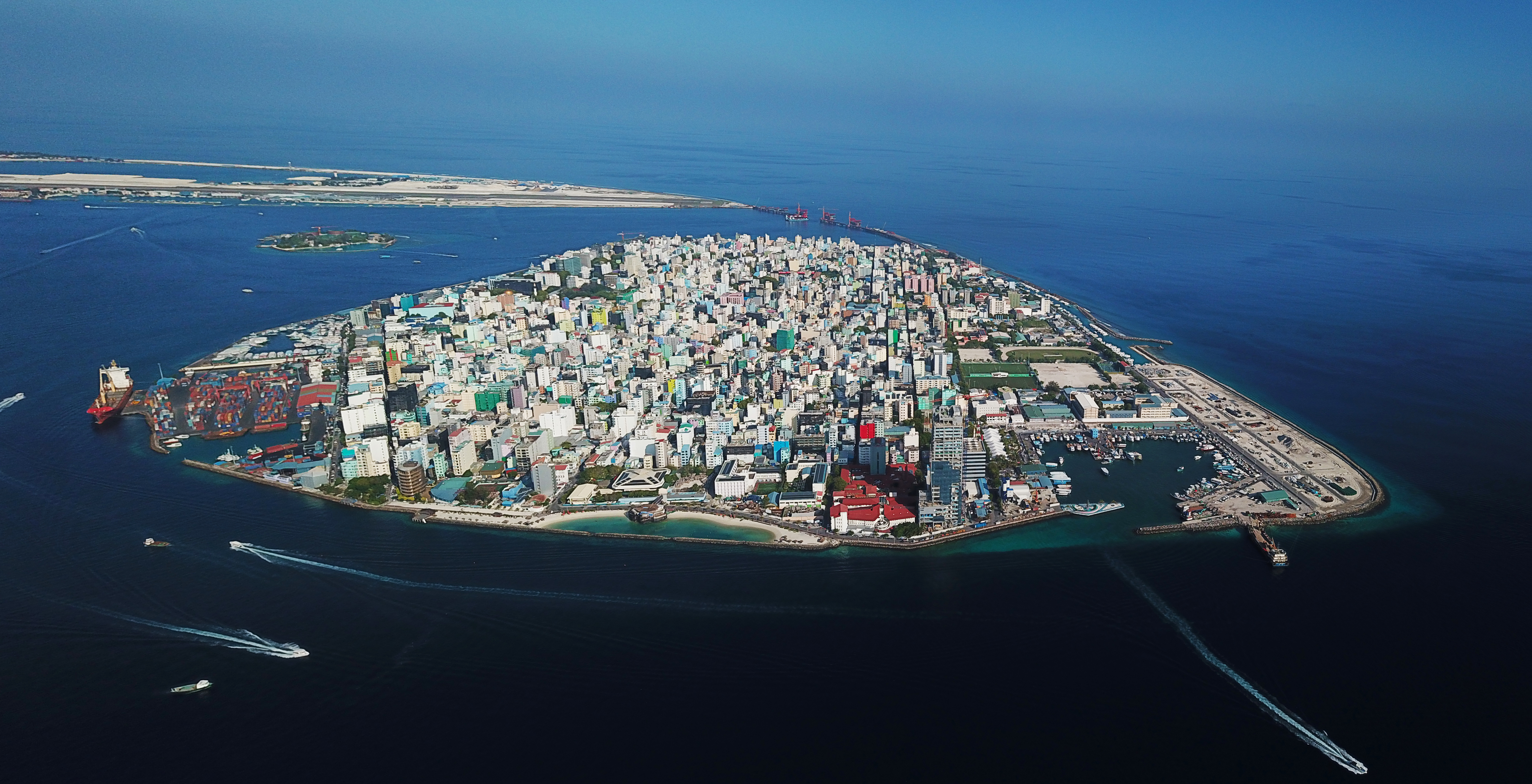
Les îles de Malé et Hulhulé (aéroport international de Malé), et Funadhoo entre les deux.